# Strada mare

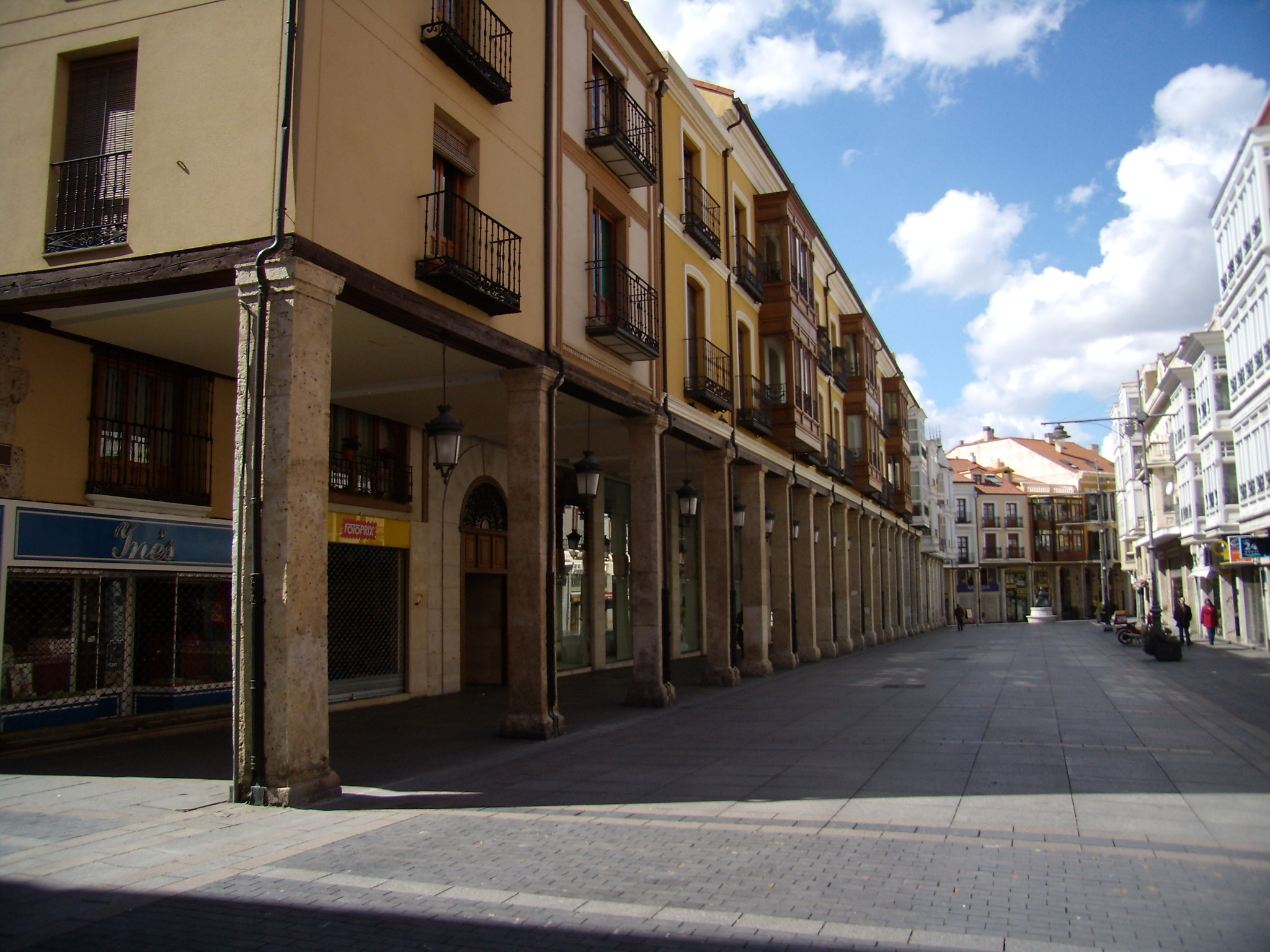
Filmările exterioare au început în Palencia, unde a fost folosită pentru Strada mare.

Strada mare (titlul original: în spaniolă Calle Mayor) este un film dramatic hispano-francez, realizat în 1956 de regizorul Juan Antonio Bardem, 
după piesa La señorita de Trévelez al scriitorului Carlos Arniches, protagoniști fiind actorii Betsy Blair, José Suárez și Yves Massard. 

## Rezumat
Strada principală a unui oraș mic, undeva într-o provincie spaniolă, este scena acțiunii. Isabella este cum se spune în mod obișnuit „o fată bătrână a târgului”. Ea provine dintr-o familie bună, în care tinerele din Spania lui Franco din anii 1950, în mod natural, nu merg la muncă, ci după cum spune codul bunelor maniere, așteaptă ca bărbatul vieții lor, să le ceară în căsătorie. Acum Isabella are deja 35 de ani și bărbatul visurilor ei pur și simplu nu a apărut. Tânără a devenit o peresoană „cenușie” profund frustrată. 
Într-o zi însă, cunoaște un tânăr frumos pe nume Juan. Este chipeș și recent a fost transferat în acest oraș ca funcționar public. Isabella se îndrăgostește imediat de el și crede că și el are aceleași sentimente pentru ea. În această credință, ea devine pe zi ce trece tot mai înfloritoare. 
Dar presupunerile ei se bazează pe o amăgire. Juan se joacă doar cu ea. Un joc răutăcios conceput de tinerii din acest oraș, la care s-a alăturat și Juan. La „Marele bal” care se ține anual, bomba ar trebui să explodeze și Isabella să fie ridiculizată fără milă. Tinerii socotesc că ideea lor prostească este foarte distractivă. 
Într-o zi, Federico Rivas îl vizitează pe prietenul său Juan și află îngrozit despre planul inuman ce se pregătește. Îl presează masiv pe Juan și îi spune clar că trebuie neapărat să-i dezvăluie absolut tot adevărul Isabellei. Dar Juan este prea laș pentru asta. Pentru a înrăutăți lucrurile și mai tare, Juan chiar a început să simtă ceva pentru această femeie. Dar nu îndrăznește să-i mărturisească lui Isabella toate acestea și nu îndrăznește nici să înfrunte ortacii lui de pe strada mare, pentru că se teme de ridiculizarea lor ascuțită.
În ajunul marei festivități, la care Isabella urmează să fie expusă ridicolului, Juan pleacă pentru a evita din timp orice responsabilitate. În timp ce Isabella este încântată să ajute la decorarea sălii de bal, Federico decide să-i ia treaba lui Juan și îi spune fetei adevărul despre jocul malefic al lui Juan și al ortacilor săi. Șocată, Isabella se prăbușește psihic. Federico se oferă dezinteresat să o însoțească la Madrid pentru a-și reface viața acolo, dar fetei profund dezamăgite, îi lipsește pur și simplu puterea să o facă.

## Distribuție
- Betsy Blair – Isabella
- José Suárez – Juan
- Yves Massard – Federico Rivas, prietenul lui Juans
- Dora Doll – Tonia
- Lila Kedrova – Madame Pepita
- Luis Peña – Luis, ortacul nr. 1
- Alfonso Godá – José María, zis Pepe el Calvo (cel chel), ortacul Nr. 2
- Manuel Alexandre – Luciano, ortacul Nr. 3
- José Calvo – doctorul, ortacul Nr. 4
- Matilde Muñoz Sampedro – Chacha
- René Blancard – redactorul
- Josefina Serratosa – Obdulia
- María Gámez – mama
- Julia Delgado Caro – doamna din cortegiu
- José Prada – Evaristo
- Pilar Gómez Ferrer – nevasta lui Manuel
- Manuel Guitián – Taquillero
- Margarita Espinosa – Maruja
- Pilar Vela – Encarna
- Amelia Ortas – Victoria
- Elisa Méndez – Monja

## Producția
Filmările pentru Strada mare au început în Palencia. Când brusc Bardem, care era considerat critic la adresa regimului, a fost arestat în mijlocul filmărilor și închis pentru 15 zile, munca la film a trebuit să fie întreruptă. După eliberarea lui Bardem, s-au mutat în Cuenca și Logroño, unde filmul a fost turnat până la final. Strada principală care dă titlul filmului este de fapt Calle Portales Logroños cu piața adiacentă.

## Aprecieri
„Studiu pătrunzător al moravurilor și prejudecăților provinciei spaniole, în ambianța unui orășel dominat de plictis. Succes mondial al lui Bardem, reconfirmându-și valoarea după Moartea unui ciclist, și triumf al lui Blair, actriță ieșită oarecum din circuit”—T. Caranfil , Dicționar universal de filme 

## Premii și nominalizări
- 1956 Premiul FIPRESCI la al XXi-lea Festival de Film de la Veneția pentru Juan Antonio Bardem
- 1956 Nominalizare la Leul de Aur pentru Juan Antonio Bardem
- 1957 Premiul Sant Jordi lui Bardem pentru cel mai bun film spaniol și Premiul special pentru regie.